# Suit
Suit – trzeci album Nelly'ego wydany 14 września 2004 roku. Tego samego miał również premierę jego drugi album Sweat. Album zajął #1 miejsce na liście Billboard 200.

## Lista utworów
1. Play It Off (featuring Pharrell)
2. Pretty Toes (featuring Jazze Pha & T.I.)
3. My Place (featuring Jaheim)
4. Paradise
5. She Don't Know My Name  (featuring Snoop Dogg & Ron Isley)
6. N Dey Say  (featuring Spandau Ballet)
7. Woodgrain & Leather Wit A Hole
8. In My Life (featuring Avery Storm & Mase)
9. Over And Over  (featuring Tim McGraw)
10. Nobody Knows  (featuring Anthony Hamilton)
11. Die For You